# Hoodoo (croyance)
Pour les articles homonymes, voir Hoodoo.
Le hoodoo est un ensemble de pratiques, traditions et croyances spirituelles qui s'est développé quand plusieurs millions d'Africains ont été transférés de force en Amérique du Nord lors du commerce transatlantique des esclaves. Le hoodoo prend donc ses sources dans les diverses traditions spirituelles d'Afrique centrale et orientale et se développe d'abord dans les régions américaines où l'esclavage était permis.
Après la période esclavagiste (1619-1865) et durant la Grande Migration (1916-1970), la pratique hoodoo s'est répandue à travers les États-Unis et elle a pris des formes variées selon les influences environnantes (cultures locales, influences religieuses, pratiques médicales). Donc, le hoodoo n'est pas un système religieux standardisé ou uniforme, mais plutôt une collection de pratiques spirituelles unifiées par la croyance que les mondes physique et spirituel sont étroitement liés et que les déités et les ancêtres peuvent guider et aider les vivants dans leur cheminement dans ce monde,.

## Racines africaines et dissémination aux États-Unis

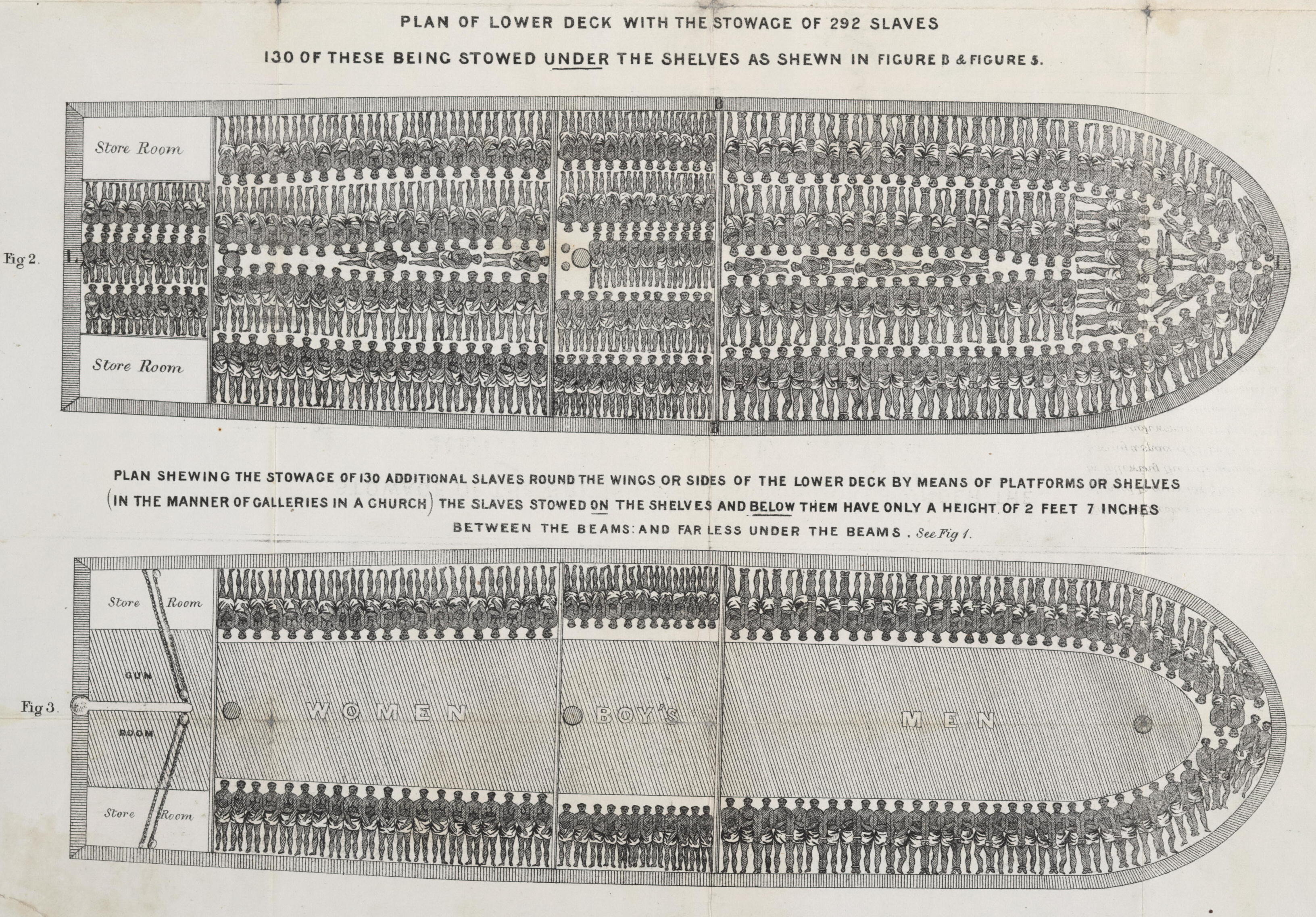
L'arrimage d'un navire négrier britannique, Brookes (1788).

La traite transatlantique des esclaves fit déplacer 10 millions de personnes aux Amériques sur une période de presque 400 ans. L'arrivée aux États-Unis des esclaves africains est le point de départ de hoodoo et de ses pratiques associées. Le hoodoo est un mélange de pratiques de peuples du Bassin du Congo,du sud du Mali du Ghana du Nigeria, et Natives. Les Africains transférés involontairement ont amené avec eux leurs croyances et rites ancestraux et les ont transplantés dans divers environnements américains, principalement dans les États du Sud. 
Également nommé rootworking (travail de la racine) et conjurer, le hoodoo était pratiqué d'abord dans le delta du Mississippi, où la concentration d’Africains esclaves était dense, pour se répandre en suite dans les autres États esclavagistes. Plus tard, le hoodoo s'est répandu à travers les États-Unis lorsque les Afro-américains ont quitté les États du Sud pour gagner les villes industrielles du Nord pendant la Grande Migration. 

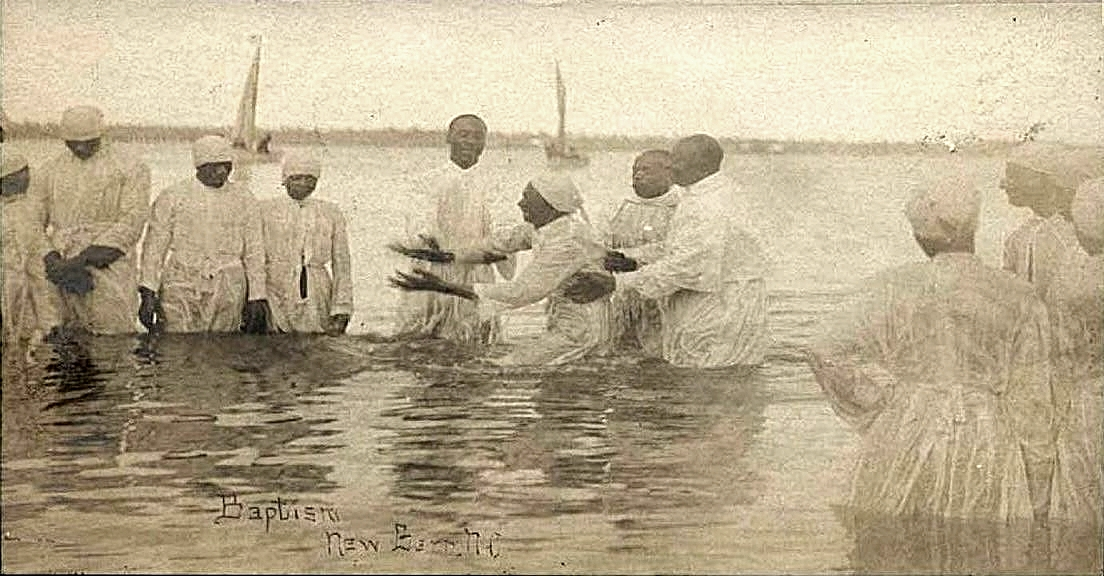
Carte postale de baptême fluvial à New Bern, Caroline du Nord à la fin du XIXe siècle. Parfois les Afro-américains priaient les esprits de l'eau africains pendant leurs consécrations baptismales.

Avec le temps, les traditions hoodoo évoluent sous l’influence de sources multiples et variées, telles que les pratiques magiques de la population blanche et la médecine indigène. Elles ont aussi intégré, à leur façon, les croyances et rites chrétiens,. En même temps, le hoodoo n’était pas une tradition spirituelle qu’on pouvait pratiquer ouvertement. Il était nécessaire de la cacher de la culture dominante blanche,,. La mesure dans laquelle le hoodoo pouvait être pratiqué variait selon les régions : par exemple, les esclaves connus sous le nom de Gullah (Caroline du Sud et Géorgie) bénéficiant d'un isolement et d'une liberté relative permettant de conserver les pratiques de leurs ancêtres ouest-africains.
Si le hoodoo était initialement destiné aux Afro-américains, sa pratique s'est étendue par la suite aux autres éléments de la population pauvre (Amérindiens, Cajun). En effet, le Hoodoo offrait à ces populations un sentiment de puissance et de contrôle et la possibilité d'attirer la chance dans de nombreux domaines (amour, argent, santé),. 

## Croyances et pratiques

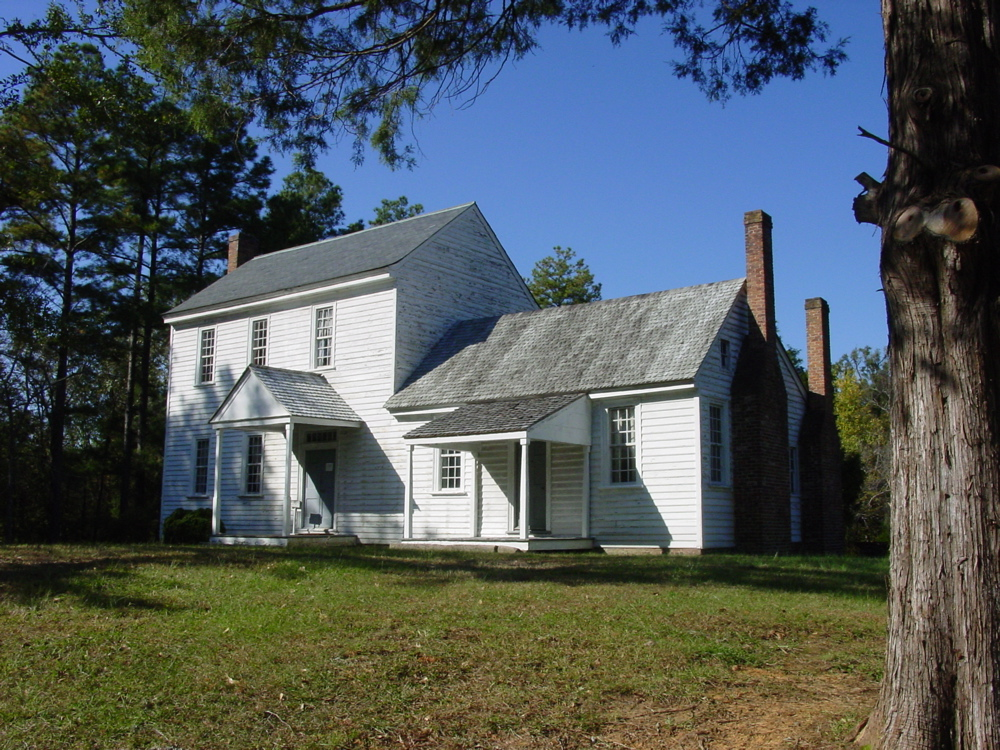
Un bâton hoodoo a été trouvé, caché entre les murs de cette maison qui faisait partie de la Stagville Plantation, Caroline du Nord. La maison appartenait à la famille Bennehan-Cameron, propriétaire de 900 esclaves. Les inscriptions gravées sur le bâton indiquent qu'il a été placé là afin de jeter un sort sur la famille.

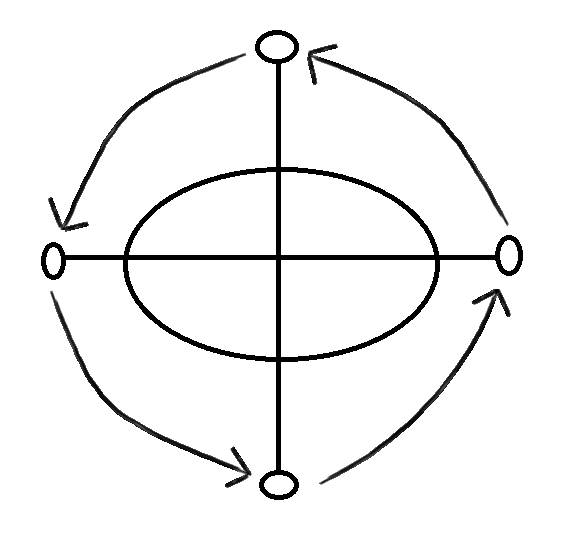
Cosmographe Kongo Yowa. La ligne horizontale symbolise la frontière entre le monde spirituel des déités et des ancêtres (en bas) et le monde physique (en haut). La ligne verticale symbolise la voie qui lie Dieu (tout en haut) au domaine des esprits,.

Les croyances hoodoo visent à mettre en évidence et à gérer le lien entre le monde physique et le monde spirituel. Les pratiques associées cherchent à attirer la bénévolence des déités et des ancêtres. Ces croyances et pratiques sont intimement liées à la médecine traditionnelle, selon laquelle la mort, la maladie et, plus généralement, le bien-être, sont gouvernés par des facteurs spirituels aussi bien que naturels. En même temps, le hoodoo est très pragmatique. Il offre au pratiquant la possibilité de poursuivre des objectifs concrets : protection personnelle, guérison, réussite d'un projet, attirer un amant, gagner aux jeux ou conjurer un sort. 
Les sorts hoodoo connus remontent au XIXe siècle. Les sorts dépendent de l'intention du praticien et de la « lecture » du client,. Ils exigent le savoir-faire spirituel d’un praticien spécialisé, qui les fait 'sur mesure' pour chaque individu, en fonction de sa situation personnelle et de ses objectifs. Le sort peut se manifester par une potion de guérison, une amulette (Mojo) ou par l'exercice d'un pouvoir parapsychologique afin de causer un préjudice qui s'abat sur la victime visée,.

## Étymologie
Le mot 'hoodoo' a été documenté pour la première fois en anglais américain en 1875 et a été utilisé comme nom (la pratique du hoodoo) ou verbe transitif, comme dans « I hoodoo you » (« je te hoodoo »), une action effectuée par divers moyens. Les origines du mot hoodoo sont obscures. Il peut venir de Hudu, qui est le nom d'une langue et d'une tribu Ewe au Togo et au Ghana,. Le mot Akan, odu, qui veut dire médecine, est aussi considéré comme une origine possible,. Une autre possibilité est le mot Haoousa, hu'du'ba, qui veut dire ressentiment ou châtiment. Des sources plus anciennes des XVIIIe et XIXe siècles utilisent parfois le mot « Obeah » pour décrire des pratiques folkloriques équivalentes.
En anglais afro-américain, le mot hoodoo est souvent utilisé pour désigner une conscience paranormale ou une hypnose spirituelle, un sort, mais il peut aussi être utilisé comme un adjectif pour un pratiquant, tel que « homme hoodoo ». Les synonymes régionaux de hoodoo incluent conjuration, witchcraft (sorcellerie) ou rootwork (racines).

## Hoodoo et vaudou
Le hoodoo et le vaudou (ou vodoun) ont en commun leurs sources africaines, mais le vaudou ressemble plus à une religion formelle, contrairement au hoodoo. Le folkway de vaudou est une pratique spirituelle plus standardisée et plus dispersée que le hoodoo. La forme moderne du vaudou est pratiquée à travers l'Afrique de l'Ouest, notamment au Bénin, au Togo au Burkina Faso au Sénégal et au Mali. En Amérique, le culte du vodoun loa est syncrétisé avec les saints catholiques. Le vaudou d'Haïti, le vaudou de la Louisiane et le vudu de Porto Rico, Cuba et la République dominicaine sont davantage liés au vodun qu'au hoodoo.